# Вељко Антуновић
Вељко Д. Антуновић (Велики Стјењани, 9. март 1939 — 2017) био је генерал-мајор Војске Југославије.

## Биографија
У Кулен Вакуфу је 1956. завршио Нижу гимназију, па средњу војну школу, смјер пјешадија, у Сарајеву 1958. године. Војну академију смер оклопних и механизованих јединица завршио је 1964. године у Београду. Школу усаршавања официра оклопно механизованих јединица завршио је у Бањој Луци 1969. као други у рангу, а Командно-штабну академију у Београду 1974. као први у рангу, а затим и Школу народне одбране (Ратна школа) 1983. године такође као први у рангу. Ванредно је унапређен у чин мајора 1976. године. Поред школовања на војним академијама ванредно је дипломирао на групи – Историја и географија, на Филозофском факултету. У чин генерал-мајора унапређен је 1992. Обављао је све командне дужности у ОМЈ од командира тенковског вода до команданта корпуса. Био је командант 24. Крагујевачког корпуса Војске Југославије. Службовао је у Крању, Скопљу, Бања Луци, Пожаревцу, Београду и Крагујевцу. Пензионисан је 31. децембра 1993. Преминуо је 2017.

## Одликовања
- Одликован је Орденом за војне заслуге са сребрним мачевима,
- Орденом народне армије са сребрном звездом,
- Орденом за војне заслуге са златним мачевима,
- Орденом рада са златним венцем и
- Орденом народне армије са златном звездом.